# Rance (affluent du Mazan)
Pour les articles homonymes, voir Rance.
Le Rance est un cours d'eau situé en France dans le département de l'Ardèche en région Auvergne-Rhône-Alpes.

## Géographie
Le Rance prend sa source sur la commune de Mazan-l'Abbaye dans l'Ardèche.
Long de 4,6 kilomètres, il se jette dans le Mazan dans la même commune.